# 能登呂 (水上機母艦)
能登呂(のとろ)は、日本海軍の運送艦(給油艦)、後に水上機母艦に改造された。
艦名は宗谷岬に相対している樺太（現在のサハリン）能登呂半島の西能登呂岬による。

## 概要
能登呂は八八艦隊計画の給油艦の1艦として川崎造船所で建造、1920年（大正9年）8月に竣工した。1924年（大正13年）末より佐世保工廠にて水上機母艦への改造工事を実施した。
ロンドン海軍軍縮会議により航空母艦の定義が変更され、1934年（昭和9年）5月31日付で艦艇類別等級に水上機母艦が制定された。それまで本艦の類別は特務艦（運送艦）だったが、制式に水上機母艦へ類別変更された。あくまで書類上の変更であり、実際は特務艦籍のまま水上機母艦として日中戦争（支那事変）に従事していた。
1941年（昭和16年）、搭載機を降ろす。太平洋戦争では航空機輸送、重油輸送に従事した。幾度か潜水艦の雷撃を受け、損傷しては復帰した。ポツダム宣言受諾時はシンガポールにあり、未修理のままオイルタンクとして使用されていた。第二次世界大戦終結後、海没処分。

## 艦型

### 給油艦
知床型給油艦の1隻として建造された。詳細は知床型給油艦を参照。

### 水上機母艦
水上機母艦への改造はワシントン軍縮条約直後の1923年(大正12年)に計画され、翌1924年(大正13年)に佐世保海軍工廠で工事が行われた。
艦橋前後の上甲板に艙口を覆う木甲板フラットを設けて水上機の搭載位置とし、その上方には鉄骨木板張りの天蓋を設けた。天蓋は右舷側が開放されており、そこから水上機を収容した。水上機揚収用のデリックは前後のデリック・ポストを補強、延長してそれぞれに1基ずつ設けた。カタパルトは、ワシントン海軍軍縮条約の制限により、装備されなかった。後甲板には発動機調製所が設けられ、最前部のサンマータンクを改正して第2甲板に軽質油庫を設けた他、兵員室や飛行機用の諸工場も設置した。
船首楼直後には飛行機への遮風のために隔壁が設けられ、空気抵抗が増したため速力がいくらか低下した。また天蓋を設置したために艦橋からの前方視界が悪くなり、改造完成直後に前部マスト部分にパイロット・ハウスが設置されている。
上述のように給油艦としての装備はそのままで、給油艦兼水上機母艦として使用された。
1937年(昭和12年)に改装が行われ、天蓋は撤去された。

### 兵装
要目上では12cm単装砲2門、8cm単装高角砲2門であるが、実際には艦前後に砲台のみが設置されていた。1938年(昭和13年)頃の写真には前後の砲台に8cm高角砲の装備が確認される。
あ号作戦後の状況は8cm高角砲2門、25mm機銃連装4基、13mm機銃連装2基とされる。

## 搭載機
内令兵制定の昭和10年までの機数は以下の通り。(機数は常用+補用機)
- 1927年(昭和2年)6月28日：一四式水上偵察機 4+4機[42]
- 1929年(昭和4年)5月8日：一四式水上偵察機 6+2機[43](昭和4年に定数外として一三式水上練習機1機[44])
- 1932年(昭和7年)5月25日：一四式三号水上偵察機 4+2機、九〇式水上偵察機 2+1機[45]
- 1932年(昭和7年)11月1日：一四式三号水上偵察機、九〇式三号水上偵察機 3+1機[46]
- 1932年(昭和7年)12月8日：一四式三号水上偵察機 3+1機[47]
- 1933年(昭和8年)1月30日：一四式三号水上偵察機、九〇式三号水上偵察機 6+2機[48]
- 1933年(昭和8年)10月15日：九〇式二号水上偵察機二型 4+1機[49]
- 1934年(昭和9年)5月1日：九〇式二号水上偵察機二型 6+2機(一部は一四式三号水上偵察機)[50]

1937年(昭和12年)の修理完成後は九四式水上偵察機4機、九五式水上偵察機4機とされる。
1941年(昭和16年)7月に搭載機を特設水上機母艦「富士川丸」に移し、固有の搭載機は無くなった。

## 艦歴
神戸の川崎造船所で建造され、1920年（大正9年）8月に竣工した
大正年間には、軍鳩の運用試験を行っていた記録が残る。
第一次世界大戦終結後の日本海軍は、水上機母艦「若宮」の老朽化と性能的限界をふまえ、艦隊に随伴できる母艦を求めていた。隠戸型給油艦など海軍油槽船の増加と、民間タンカーの充実にともない、「能登呂」が水上機母艦に改造されることになった。1924年（大正13年）末より佐世保工廠にて改装工事を実施した。改装内容は「若宮」とほぼ準じた形であるが、艦形が大きいため搭載機数は倍増している。また給油艦としての機能もそのまま残されていた。
1932年（昭和7年）1月中旬、中国大陸上海市の情勢が不穏となり、上海共同租界の日本人を保護するために日本海軍の軍艦と海軍陸戦隊が派遣された。最初に軽巡「木曾」と第15駆逐隊が上海港に到着して陸戦隊450名が上陸、1月24日に第三艦隊所属の「能登呂」も同地に進出して航空機による上空支援をおこなった。
1月28日より中華民国陸軍や便衣隊との間で市街戦が始まり、「能登呂」の水上機も上空から地上戦を支援した。日本海軍は軽巡洋艦や駆逐艦により増援部隊を輸送、さらに第一航空戦隊より正規空母「加賀」と軽空母「鳳翔」を派遣した。日本海軍だけでは中華民国国軍に対抗できなくなり、日本陸軍も第9師団などを動員して上海派遣軍を編制、上海東部に上陸戦をおこなって第十九路軍に圧力をかけた。5月5日、上海停戦協定がむすばれた。
第一次上海事変で敵前上陸戦をおこなった日本陸軍は、戦訓を踏まえて陸軍特種船（揚陸艦）「神州丸」を建造することになった。
その後、日本がアメリカ合衆国から購入した水上機母艦「神威」と共に、日本海軍の航空戦力の一翼を担った。
1945年（昭和20年）8月15日、時点ではシンガポールに停泊していた。

## 年表
- 1920年8月10日 川崎造船所にて竣工。特務艦(給油艦)
- 1925年12月-翌年5月 佐世保海軍工廠にて水上機母艦への改装工事。
- 1931年9月5日 横浜港に停泊中、漏れたガソリンに引火爆発、10名の殉職者を出す事故を起こした。
- 1932年1月 第一次上海事変に参戦[57]。
- 1934年6月1日 水上機母艦へ類別変更。
- 1937年 日中戦争（日華事変）に参戦。
- 1941年7月 搭載機を降ろす。
- 1943年1月9日 マカッサル海峡でアメリカ海軍潜水艦ガー(SS-206)の雷撃により損傷、シンガポールで修理を行う。
  - 9月20日 トラック沖でアメリカの潜水艦ハダック(SS-231)の雷撃で損傷、因島で修理。
- 1944年6月29日 シンガポール南東沖でアメリカの潜水艦フラッシャー(SS-249)の魚雷3本を受けた。
  - 6月30日 シンガポール入港、修理。
  - 11月5日 アメリカ陸軍航空隊機の爆撃により大破。
- 1945年3月1日 佐世保鎮守府警備艦の役務を解かれ、同鎮守府第四予備艦となる[60]。
- 1947年1月12日 イギリス軍により海没処分された。
  - 5月3日、除籍。

## 歴代艦長
※『艦長たちの軍艦史』185-187頁、『日本海軍史』第9巻・第10巻の「将官履歴」及び『官報』に基づく。階級は就任時のもの。

### 艤装員長
- 石渡武章 大佐：1920年6月1日[61] - 1920年7月1日[62]
- （心得）秋吉照一 中佐：1920年7月1日[62] - 1920年8月1日[63]
- （兼・心得）秋吉照一 中佐：1920年8月1日[63] -

### 特務艦長
- （心得）秋吉照一 中佐：1920年8月1日[63] - 1920年12月1日[64]
- 秋吉照一 大佐：1920年12月1日[64] - 1921年5月26日[65]
- 宮野好二 大佐：1921年5月26日[65] - 1921年9月12日[66]
- （兼）寺岡平吾 大佐：1921年9月12日 - 1921年12月1日
- （心得）坪田小猿 中佐：1921年12月1日[67] - 1922年5月30日[68]
- 本多数馬 大佐：1922年5月30日[68] - 1923年2月15日[69]
- 木岡英男 大佐：1923年2月15日[69] - 1923年11月10日[70]
- （心得）三矢四郎 中佐：1923年11月10日[70] - 1924年9月9日[71]
- （心得）鈴木秀次 中佐：1924年9月9日[71] -
- 鈴木秀次 大佐：不詳 - 1924年12月1日[72]
- 石田正一 中佐：1924年12月1日[72] - 1925年2月2日[73]
- （兼）石田正一 中佐：1925年2月2日[73] - 1925年4月15日[74]
- （兼）北川清 中佐：1925年4月15日 - 1925年10月15日[75]
- 北川清 中佐：1925年10月15日[75] - 1927年12月1日
- 大西次郎 大佐：1927年12月1日 - 1928年12月10日
- 松原雅太 大佐：1928年12月10日 - 1930年2月20日[76]
- 近藤英次郎 大佐：1930年2月20日 - 1930年12月1日[77]
- 藤沢孝政 大佐：1930年12月1日[77] - 1931年12月1日
- 三竝貞三 大佐：1931年12月1日 - 1932年12月1日
- 桑原虎雄 大佐：1932年12月1日 - 1933年10月20日
- 今村脩 中佐：1933年10月20日 - 1934年6月1日

### 艦長
1. 今村脩 中佐：1934年6月1日 - 1934年11月15日
2. 酒巻宗孝 大佐：1934年11月15日 - 1935年11月15日
3. 上野敬三 大佐：1935年11月15日 - 1936年12月1日
4. 仲村保造 中佐：1936年12月1日 - 1937年10月2日[78]
5. 岡田次作 大佐：1937年10月2日 - 1937年12月1日
6. 柳本柳作 大佐：1937年12月1日 - 1938年11月9日
7. 早川幹夫 大佐：1938年11月9日 - 1938年12月5日[79]
8. 来島茂雄 大佐：1938年12月5日[79] - 1939年7月1日[80]
9. （兼）松良考行 大佐：1939年7月1日 - 1939年11月15日[81]
10. （兼）秋山勝三 大佐：1939年11月15日 - 1940年4月5日
11. 佐藤四郎 大佐：1940年4月5日 - 1940年10月19日
12. 山県駿二 中佐：1940年10月19日 - 1941年6月25日[82]
13. 堀内馨 大佐：1941年6月25日 -
14. 吉田四郎 大佐：1942年7月15日 -